# Allgemeines Friedensabkommen von Rom
Das Allgemeine Friedensabkommen von Rom, offiziell Allgemeines Friedensabkommen (portugiesisch Acordo Geral de Paz), wurde am 4. Oktober 1992 zwischen den gegnerischen Parteien des Mosambikanischen Bürgerkrieges geschlossen und beendete den seit 15 Jahren tobenden Krieg zwischen der Regierungspartei FRELIMO und den Rebellen der RENAMO. 
Die Verhandlungen hatten im Juli 1990 begonnen und dauerten 27 Monate mit 11 Arbeitssitzungen. Ein Team von vier Mediatoren leitete die Verhandlungen: Dabei handelte es sich um zwei Mitglieder der katholischen Gemeinschaft Sant’Egidio, Andrea Riccardi und Matteo Zuppi, sowie Bischof Jaime Gonçalves und Mario Raffaelli als Vertreter der Regierung Italiens. Die Delegation der FRELIMO wurde von Armando Guebuza (dem seit 2005 regierenden Präsidenten Mosambiks) angeführt, die RENAMO-Delegation von Raul Domingos. Andrea Riccardi beschrieb die Verhandlungen zu Beginn folgendermaßen:

“Questa casa, questo antico monastero, si apre in questi giorni come una casa mozambicana per i mozambicani (...) Abbiamo la consapevolezza di avere innanzi mozambicani patrioti, veramente africani, senza la presenza di esterni. Ciascuno di voi ha radici profonde nel paese. La vostra storia si chiama Mozambico. Il vostro futuro si chiama Mozambico. Noi stessi siamo qui come ospitanti di un evento e di un incontro che sentiamo totalmente mozambicani. In questa prospettiva la nostra presenza intende essere forte per quel che riguarda l'amicizia, ma discreta e rispettosa.”

„Dieses Haus, dieses alte Kloster, öffnet sich in diesen Tagen als ein mosambikanisches Haus für Mosambikaner (...) Wir sind uns bewusst, dass wir Mosambikaner vor uns haben, die Patrioten sind, wahrhaft afrikanisch, ohne die Anwesenheit von Außenstehenden. Jeder von Ihnen hat tiefe Wurzeln in diesem Land. Eure Geschichte heißt Mosambik. Ihre Zukunft heißt Mosambik. Wir selbst sind hier als Gastgeber einer Veranstaltung und eines Treffens, das wir als ganz und gar mosambikanisch empfinden. In diesem Sinne wollen wir mit unserer Anwesenheit ein Zeichen der Freundschaft setzen, aber auch diskret und respektvoll sein.“

Das Abkommen trat am 15. Oktober 1992 in Kraft und wurde vom damaligen Präsidenten und FRELIMO-Führer Joaquim Chissano und vom Chef der RENAMO Afonso Dhlakama unterzeichnet. Die Vereinten Nationen entsandten ein Friedenskontingent (ONUMOZ), um den Übergang zur Demokratie zu überwachen. Der Übergang wurde innerhalb weniger Jahre vollzogen, und 1995 verließ die ONUMOZ das Land. 